# Rami Mulia
Rami Mulia is een bestuurslaag in het regentschap Muko-Muko van de provincie Bengkulu, Indonesië. Rami Mulia telt 1075 inwoners (volkstelling 2010).